# Церква Зіслання Святого Духа (Заводське)
Церква Зіслання святого Духа в Заводському — парафія і храм греко-католицької громади Бучацької єпархії Української греко-католицької церкви в смт Заводське Чортківського району Тернопільської области.

## Історія церкви
29 квітня 1991 року була зареєстрована релігійна громада УГКЦ, і того ж дня вона отримала дозвіл на будівництво церкви.
26 травня 1991 року відбулася перша Літургія, яку очолив владика Івано-Франківської єпархії Софрон Дмитерко. Він також освятив місце, де мав бути збудований храм.
Будівництво церкви розпочалося у 1992 році, а 7 червня 2009 року, на свято Зіслання Святого Духа, її освятили.
На території парафії розташована каплиця Божої Матері. Крім того, у приміщенні амбулаторії селища Заводське діє греко-католицька каплиця Святого Пантелеймона.
При парафії діють такі братства та спільноти: «Матері в молитві», Марійська дружина, «Апостольство молитви» та біблійний гурток.

## Парохи
| Ім'я                  | Роки                      | Світлини |
| --------------------- | ------------------------- | -------- |
| о. Тарас Сеньків      | 1991—1992                 |          |
| о. Богдан Недільний   | квітень 1992—серпень 1992 |          |
| о. Микола Романець    | 1992—2002                 |          |
| о. Дмитро Гончарик    | 2002—2003                 |          |
| о. Іван Сеньків       | 2003—2013                 |          |
| о. Володимир Білінчук | від 2013 — адміністратор  |          |